# Khadim N’Diaye
Serigne Khadim N’Diaye  (* 5. April 1985 in Dakar, Senegal) ist ein senegalesischer Fußballtorwart.

## Vereinskarriere
Bis 2006 war er in der Jugend bei Espoir, einem Team aus Saint-Louis (Senegal) aktiv. Der erste Profi-Verein hieß Casa Sport. eine Mannschaft aus Ziguinchor. Für den Klub lief er bis 2009 auf. Es folgte darauf ein Wechsel zum ASC Linguère, die in Saint-Louis (Senegal,) beheimatet sind. Hier lief er bis 2012 auf. Nun folgte ein Ausleihgeschäft an Kalmar FF. Nach der Leihe ging er nach Dakar zum ASC Diaraf. Von 2014 bis zum Juni 2017 spielte er in der Ligue 1 (Guinea) beim Hauptstadtklub Horoya AC aus Conakry.

## Nationalmannschaft
Sein erstes Länderspiel machte er am 12. August 2009 im Stade des Martyrs in Kinshasa. im Testspiel, gegen die Fußballnationalmannschaft der Demokratischen Republik Kongo. Hier kam er auf die volle Distanz zum Einsatz. Die Partie konnte mit 1:2 gewonnen werden.